# Teutschenthal
Teutschenthal est une commune de Saxe-Anhalt en Allemagne.

## Histoire

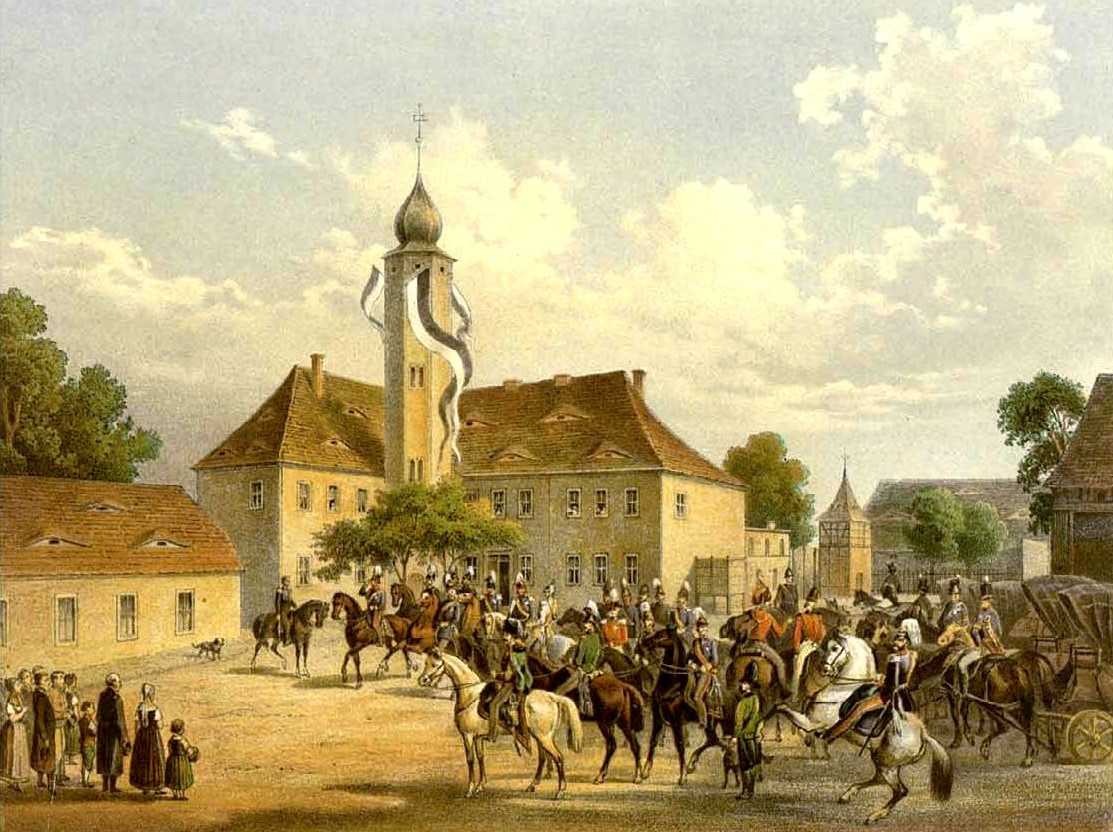
Le manoir de Würdenburg vers l'année 1860.

## Sport et activités culturelles
Teutschenthal abrite un terrain de motocross qui accueille de nombreuses manches du Championnats du monde de motocross.

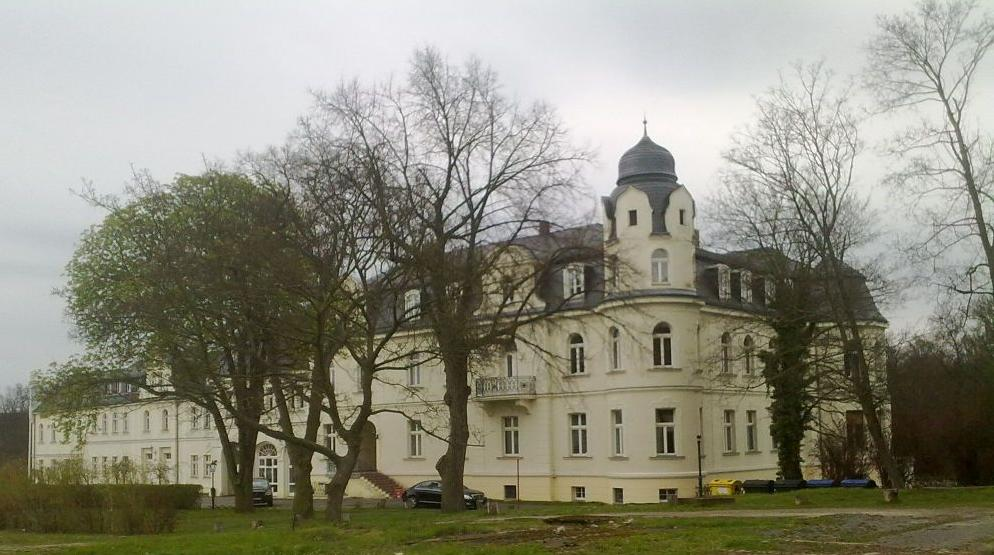
Château de Teutschenthal.